# Sistema sexagesimal
El sistema sexagesimal és un sistema de representació numèrica (sistema de numeració) en base seixanta.
Emprat originàriament pels sumeris entre el 3000 aC i el 2000 aC es va transmetre després als babilonis.
L'avantatge d'aquesta base (60 = 3x4x5) és la facilitat de càlcul pel gran nombre de divisors que té {1, 2, 3, 4, 5, 6, 10, 12, 15, 20, 30, 60}
Encara l'utilitzem en mesurar el temps, on els minuts i segons són la primera i la segona parts fraccionàries de l'hora en base 60 (1 hora = 60 minuts = 3600 segons).
També el fem servir en la mesura dels angles: prenent l'angle del triangle equilàter com a patró, el més fàcil de reproduir amb fidelitat, un grau (del llatí gradus: graó) n'és la divisió sexagesimal. El grau el subdividim en minuts i segons sexagesimals.

## Fraccions
El sistema sexagesimal és força bo per fer fraccions. Heus aquí un exemple de fraccions i la xifra sexagesimal equivalent
- el caràcter punt-i-coma ; indica el punt sexagesimal
- el caràcter coma , separa posicions de dígits sexagesimals

```
 1/2 = 0; 30
 1/3 = 0; 20
 1/4 = 0; 15
 1/5 = 0; 12
 1/6 = 0; 10
 1/8 = 0; 7, 30
 1/9 = 0; 6, 40
 1/10 = 0; 6
 1/12 = 0; 5
 1/15 = 0; 4
 1/16 = 0; 3, 45
 1/18 = 0; 3, 20
 1/20 = 0; 3
 1/30 = 0; 2
 1/40 = 0; 1, 30
 1/50 = 0; 1, 12
 1/ 1, 00 = 0; 1 (1/60 en decimal)

```

## Representació sumèria

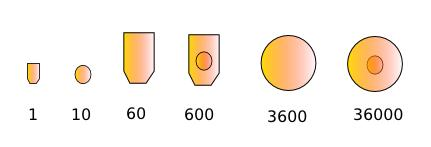
Signes numèrics sumeris - Donald Allen - Babilonian Mathematics

Els Sumeris feien servir cons i cercles per indicar els nombres que descriuen quantitats discretes.
La unitat es representava per un "con" petit en forma de U tancada per dalt.
Deu cons equivalien a un cercle petit.
Seixanta (sis cercles) es representaven per un con gran.
Deu vegades seixanta era un con gran amb un cercle petit a dins.
Seixanta vegades seixanta era un cercle gran.
Deu vegades el cercle gran es representava afegint-hi a dins un cercle petit.

## Representació cuneïforme
Cap al final del tercer mil·lenni aC la representació es va substituir per equivalents cuneïformes per a ser fets amb els mateixos estilets d'escriure text.
Els cons (de valor 1) van derivar en un marca vertical similar a la Y i els cercles (de valor 10) en una marca angular similar a <.
I es va introduir la representació posicional.
El zero no es representava o s'hi deixava un espai.
Un nombre inferior a 60, per exemple 39 es representava repetint les marques (3 < i 9 Y) mencionades.
```
 YYY 
 <<< YYY
 YYY

```

Per a representar nombres de més dígits sexagesimals (a partir de 60) se separaven els dígits en columnes.
Per exemple 165 = 2x60 + 45, en sexagesimal tindria els dígits: (2, 45) que en representació cuneïforme seria
```
 YY
 YY <<<< YYY

```

## Comptar amb els dits
Als seus orígens, aquest sistema va ser ideat per fer comptes amb els dits, prenent com a unitat la falange dels dits de la mà. El càlcul es feia de la següent manera:

Per tant, 
Si fem servir el dit polze de la mà dreta com a índex, passant-lo per damunt les falanges dels altres dits, per fer el compte de la mà esquerra, (3 falanges x 4 dits) surt l'equivalència
Quan passem a comptar els dits de la mà dreta i apliquem l'equivalència anterior a cada dit de la mà dreta, (12 unitats x 5 dits) surt que